# Pääsküla
Pääsküla är en stadsdel i distriktet Nõmme i Estlands huvudstad Tallinn.